# Naturschutzgebiet Giriz
Das Naturschutzgebiet Giriz, auch Koblenzer Giriz genannt, ist ein Amphibienlaichgebiet von nationaler Bedeutung und Teil einer Auenlandschaft von nationaler Bedeutung an der Aare und am Rhein im Kanton Aargau. Es liegt am untersten Flussabschnitt der Aare in der Gemeinde Koblenz, in der Nähe der Landesgrenze zwischen der Schweiz und Deutschland.
Der Flurname «Giriz» ist für Feuchtgebiete und Auenlandschaften in einigen Gebieten der Schweiz verbreitet. Er kommt zum Beispiel in den aargauischen Gemeinden Rottenschwil im Reusstal (beim Naturschutzgebiet Giriz Rottenschwil) und Staffelbach im Suhretal vor.

## Schutzgebiet
Das geschützte Areal befindet sich im Landschaftsschutzgebiet «Aarelandschaft bei Klingnau» des Bundesinventars der Landschaften und Naturdenkmäler von nationaler Bedeutung und umfasst unter anderem ein Naturwaldreservat und ein national bedeutendes Amphibienlaichgebiet.
Zusammen mit drei anderen Arealen an der Unteren Aare (dem Gippinger Grien, der Machnau, der Verlandungszone im Klingnauer See und dem «Fischergrien» bei Kleindöttingen) bildet es das nationale Schutzobjekt «Auenreste Klingnauer Stausee». Zudem gehört es zum international bedeutenden Wasser- und Zugvogelreservat am Klingnauersee, das auch gemäss der Ramsar-Konvention geschützt ist. Das im Jahr 2001 ausgewiesene Schutzgebiet wird in der World Database on Protected Areas (WDPA) unter der Objektnummer 347334 geführt und ist als Biotop- und Artenschutzgebiet in der IUCN-Kategorie IV registriert.

## Lage
Das 15,5 Hektaren grosse Schutzgebiet liegt auf der Höhe von 313 m ü. M. in der Flussniederung rechts von der Aare unmittelbar vor deren Mündung in den Rhein. Von diesem ist es nur durch den Strassendamm der Hauptstrasse 7 getrennt, die neben dem Giriz die Aare auf der Felsenaubrücke überquert. Auf der Westseite grenzt das Auengebiet auf der Länge von fast einem Kilometer an das Aareufer, im Süden ist es vom Bahndamm östlich der Aarebrücke Felsenau–Koblenz begrenzt, im Osten vom Gewerbequartier an der Hauptstrasse 5 beim Bahnhof Koblenz.
Die vor langer Zeit zwischen dem Rhein und der Aare entstandene Schotterflur im Giriz bildet eine weite Auenebene, die ehemalige Seitenarme der Aare und einen Altarm des Rheins und andere Gewässer und Feuchtgebiete aufweist. Das einzige grössere Fliessgewässer in der Aue ist der im 20. Jahrhundert künstlich angelegte Binnenkanal, der das östliche Umland des Klingnauer Stausees entwässert und von Südosten durch das Giriz zur Aare fliesst; er ist der letzte in der grossen Reihe der Zuflüsse zur Aare. Bei der Mündung des Kanals in den Fluss liegt die Bootsanlegestelle des Pontonierfahrvereins Klingnau. Die Zufahrtstrasse zum Bootshaus führt auf einem Damm durch das Auengebiet; sie geht auf die alte Strasse zur ehemaligen Felsenaufähre über die Aare zurück.

## Flora und Fauna
Der dichte Auwald neben der Aare und den Seen und Weihern im Giriz ist geprägt von einem bedeutenden Vorkommen von Silberweiden und einem Grauerlenauenwald. Bei Hochwasser wird das Gebiet überschwemmt, seit bei der Renaturierung im Zusammenhang mit der Neukonzessionierung des Kraftwerks Klingnau ein Verbindungsgraben von der Aare in das Schutzgebiet ausgehoben wurde.
Der südliche Abschnitt des Auen- und Amphibienlaichgebiets ist als Waldreservat «Giritz» zusätzlich geschützt. Die Waldfläche wird von Pro Natura betreut.
Die Gewässer und ihre Umgebung mit Wald und Röhricht sind ein Habitat für Fische, besonders den Bitterling, den Biber, Insekten, Vögel, zum Beispiel den Eisvogel, und Amphibien. In den Auwäldern kommt der stark gefährdete Kammmolch vor.

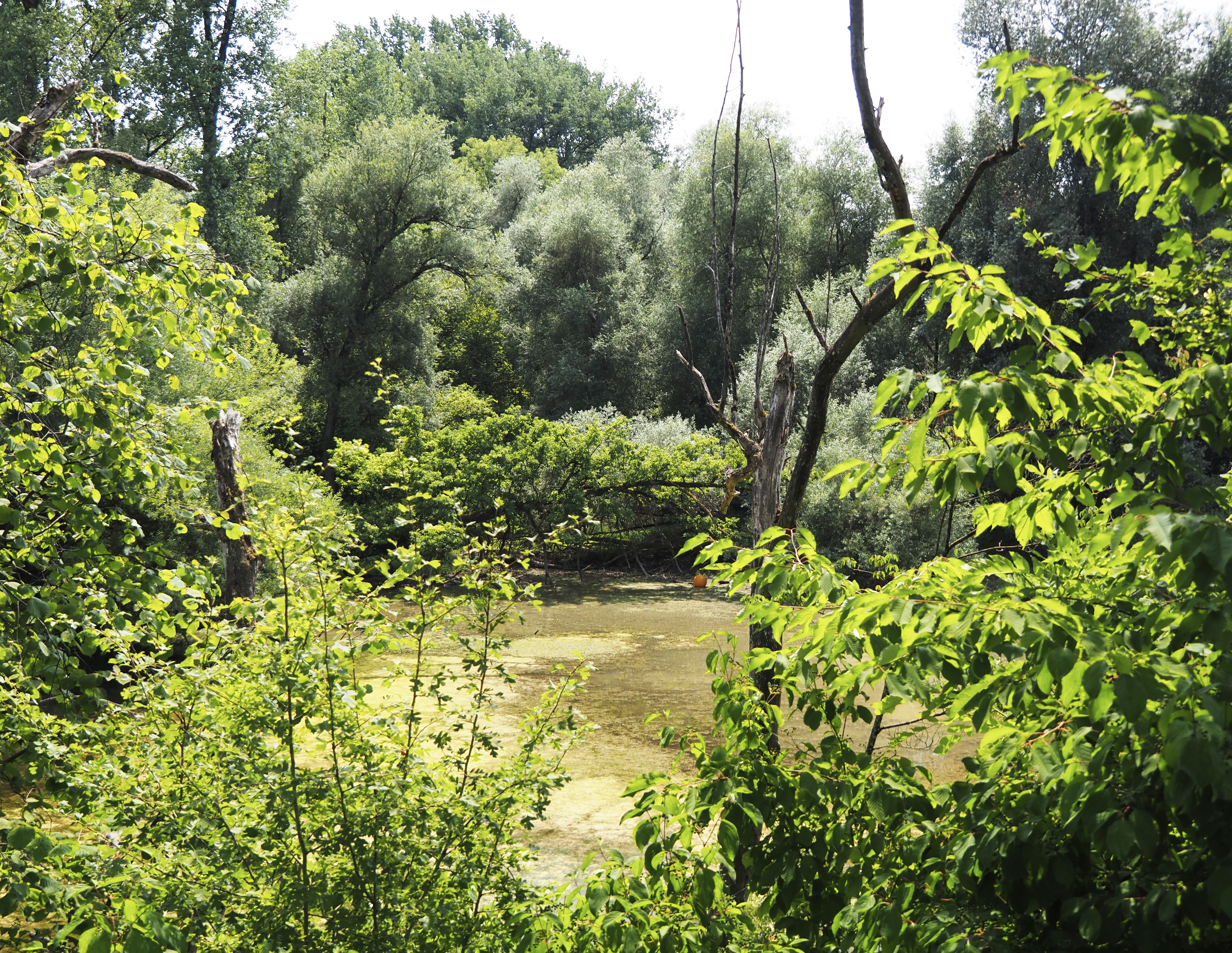
Ein See im Giriz
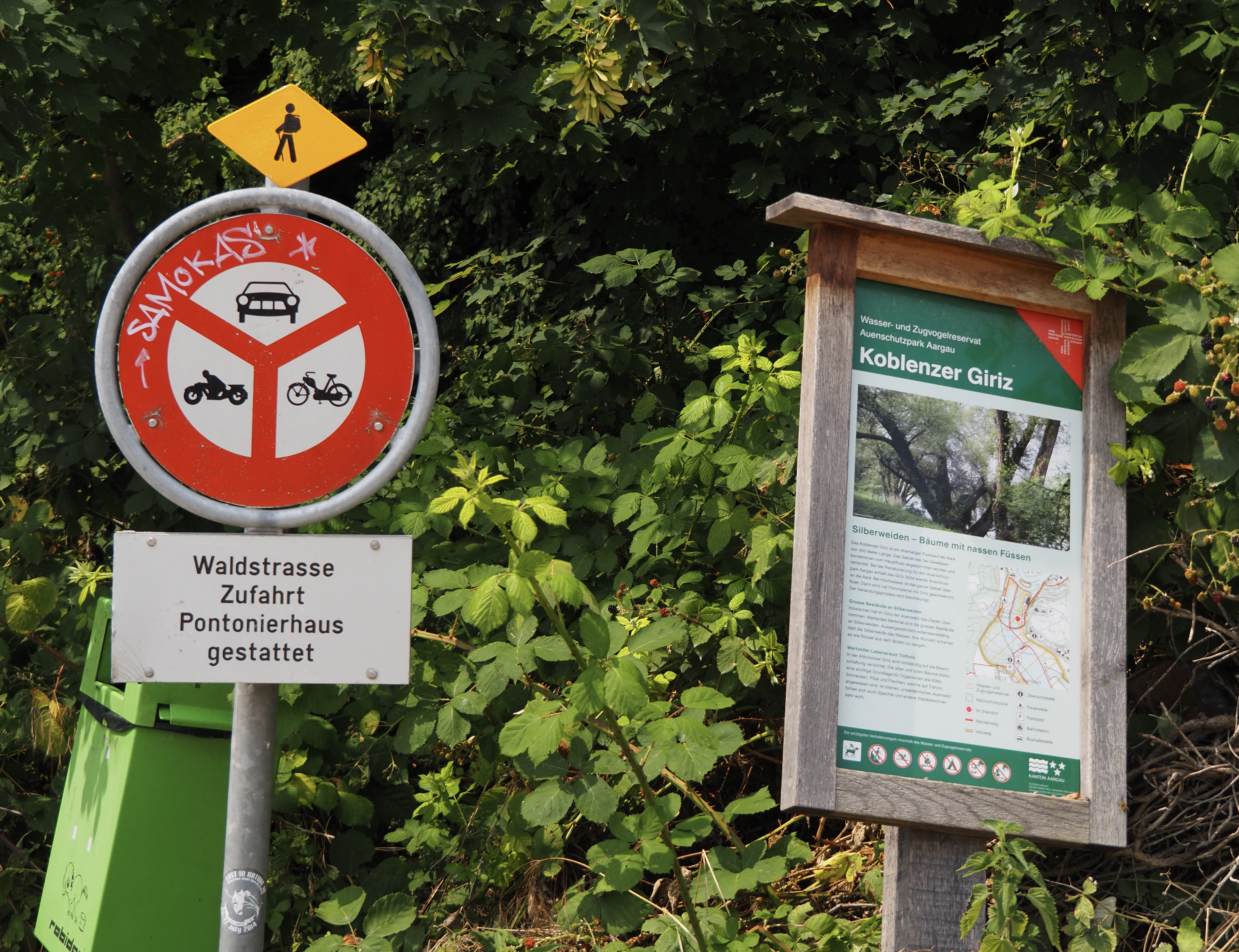
Tafeln
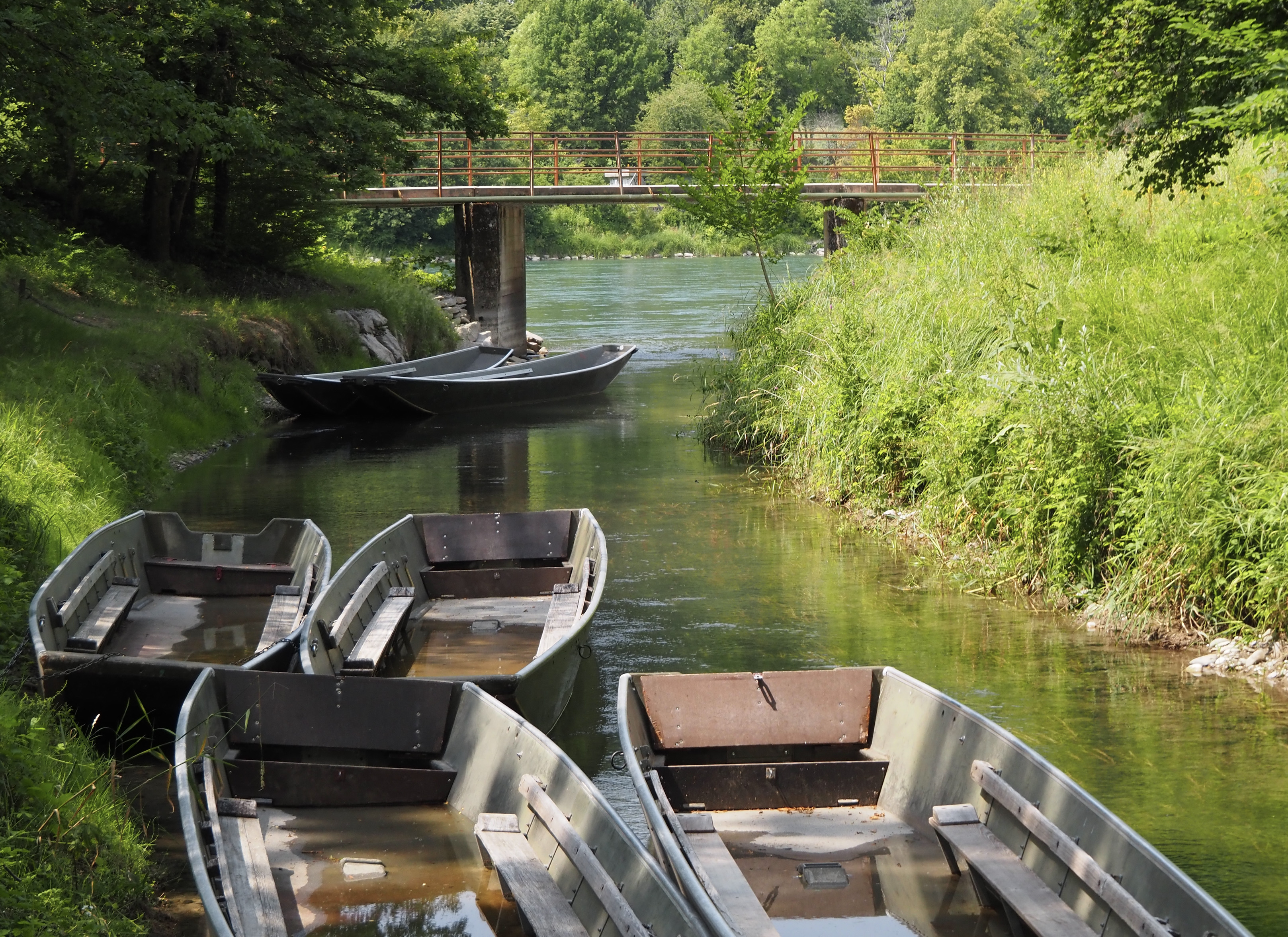
Boote auf dem Binnenkanal

## Schutzzweck
Den verschiedenen Schutzkategorien der Auenlandschaft entsprechen differenzierte Schutzbestimmungen. Das Bundesinventar der Landschaften und Naturdenkmäler von nationaler Bedeutung sagt zusammenfassend, es gehe im Wesentlichen um die Erhaltung 
- der See- und Flussauenlandschaft bei Klingnau in ihrer Vielfalt und mit ihrem Lebensraummosaik
- der flachen Uferzonen mit ihren vielfältigen und teilweise seltenen Lebensräumen in ihrer Qualität und ökologischen Funktion sowie mit ihren charakteristischen Pflanzen- und Tierarten
- der ökologischen Voraussetzungen für die intakten Auen im Gippinger Grien und im Giriz sowie den Altlauf der Machme.